# موسم حمام السباحة (رواية)
موسم حمام السباحة (بالإنجليزية: The Swimming Pool Season)‏ هي رواية للكاتبة الإنجليزية روز تريمين، نشرت عام 1985، عن دار نشر في المملكة المتحدة.